# Africaspis fici
Africaspis fici är en insektsart som först beskrevs av Robert Newstead 1917.  Africaspis fici ingår i släktet Africaspis och familjen pansarsköldlöss. Inga underarter finns listade i Catalogue of Life.